# Saïna Manotte
Saïna Manotte, née le 1er janvier 1992 à Cayenne dans le département de la Guyane, est une chanteuse française en créole guyanais et en français, auteure-compositrice-interprète, musicienne, productrice et réalisatrice de clip.
Radio France internationale la qualifie de « nouvelle égérie musicale de la Guyane » et la chaîne Arte de « l’une des grandes ambassadrices de la musique guyanaise ».

## Biographie

### Famille
Saïna Samantha Manotte nait le 1er janvier 1992 à Cayenne. À l’âge de cinq ans, à l'école d'orgue de Cayenne où elle étudie la musique, elle découvre sa voix, l’explore et apprend l'orgue et le piano,. Elle poursuit ses études secondaires à Saint-Laurent-du-Maroni. 
Le 29 juillet 2017, Saïna Manotte épouse le chanteur et compositeur Maxime Manot',.

### Formation
Après l’obtention de son baccalauréat littéraire, elle quitte sa Guyane natale pour la région parisienne où elle obtient une licence de musicologie arts du spectacle vivant et un master de recherche en « ingénieurie artistique » à l’université d'Evry,. Parallèlement à ses études à l'université, Saïna Manotte prépare et obtient un diplôme d'étude chorégraphique (DEC) au conservatoire,.

### Carrière musicale
Saïna Manotte chante en créole guyanais et en français. En 2016, elle commence à écrire pour répondre à l’urgence de clamer son amour pour sa terre. Femme créole par essence, par culture et tellement par amour, elle chante pour dire qui elle est.
Après trois années de travail, de nombreux titres et clips vidéos auto-produits et autofinancés, Saïna Manotte signe en co-production avec le plus gros label de musique antillaise, Aztec Musique. La chaîne Arte la qualifie de « l’une des grandes ambassadrices de la musique guyanaise ».

#### Premier AlbumKi moun mo sa
Son premier album Ki moun mo sa, exprime sa fierté d'être une femme guyanaise, fière de sa culture. Radio France internationale (RFI) titre : « Entre musique traditionnelle et influences r'n'b, entre identité, amour et créolité, la jeune femme porte haut les couleurs et la voix de la Guyane ».
Ce premier album la conduit à chanter pour Arte (Les concerts volants), pour France Télévisions (en semaine de lancement de la chaîne Culturebox), au Drépaction 2020 (grande opération médiatique de sensibilisation et d’appel aux dons pour la lutte contre la drépanocytose), en première partie de Dédé Saint Prix, en première partie de Malavoi à La Cigale. et lors d'autres évènements où elle a représenté la Guyane.
Elle compose et réalise cet album avec Maxime Manot',.
Saïna Manotte revisite les rythmes traditionnels guyanais dans sa musique. Selon un journaliste du quotidien L'Alsace : « Saïna donne au rythme du kanmougé guyanais une merveilleuse sensualité pop ».

#### Second albumDibout
Après un passage au New Morning à Paris et deux concerts donnés à l’Encre (EPCC de Guyane), elle publie son second album où elle chante la résilience
. On retrouve des featuring avec Misié Sadik, Toujou dibout et un autre avec la chanteuse guyanaise Goldn.B.
RFI la qualifie de « La nouvelle égérie musicale de la Guyane ».

#### Représentation internationale
En 2022, Saïna Manotte est la première chanteuse guyanaise sélectionnée au festival MASA d’Abidjan, plus grand marché d’Arts d’Afrique,.

### Productrice et réalisatrice
En 2020, Saïna Manotte commence à produire d'autres artistes. Avec Maxime Manot', elle écrit, compose et produit deux chansons pour la chanteuse guyanaise Lizi.
Saïna Manotte réalise avec Maxime Manot' la plupart de ses clips musicaux ainsi que ceux de l'artiste Lizi,.

## Discographie
| Année | EP               | Album         | Production                 |
| ----- | ---------------- | ------------- | -------------------------- |
| 2018  | Poupée Kréyòl    |               | Au maximum                 |
| 2019  | Poupée Kréyòl II |               | Au maximum                 |
| 2020  |                  | Ki moun mo sa | Au maximum / Aztec Musique |
| 2022  |                  | Dibout        | Au maximum / Aztec Musique |

## Engagements
En 2020, Saïna Manotte est nommée ambassadrice guyanaise à l'Association pour l'information et la prévention de la drépanocytose (Apidd).
Figure du féminisme en Guyane et aux Antilles[réf. nécessaire], elle publie la chanson Fanm a libert en featuring avec la chanteuse guadeloupéenne Tanya Saint-Val, le 8 mars 2019, Journée internationale des femmes. Dans l'album Dibout, on retrouve le titre Fanm pa ka dépalé dans lequel elle dénonce, entre autres, l'inégalité salariale: « 16 h au mois de novembre sera-t-il insignifiant ? »,.

## Distinctions
Saïna Manotte remporte en 2016 trois récompenses à la cérémonie des Lindor de la musique guyanaise : « Révélation de l’année », « Auteure de l’année » et « Artiste de l’année ». En 2018, son EP Poupée Kréyol remporte le prix du meilleur album/EP de l’année.
En 2019, son EP Poupée Kréyol II remporte le prix du meilleur album/EP de l’année. Le 8 mars 2020, Saïna Manotte est la plus jeune femme de Guyane à recevoir le prix « Femme de Culture ».